# Ruševo
Ruševo är en ort i Kroatien.   Den ligger i länet Slavonien, i den östra delen av landet, 170 km öster om huvudstaden Zagreb. Ruševo ligger 179 meter över havet och antalet invånare är 310.
Terrängen runt Ruševo är kuperad åt sydväst, men åt nordost är den platt. Runt Ruševo är det ganska tätbefolkat, med 86 invånare per kvadratkilometer. Närmaste större samhälle är Slavonski Brod, 16,7 km söder om Ruševo. I omgivningarna runt Ruševo växer i huvudsak lövfällande lövskog.